# Jarkko Heikkilä
Jarkko Heikkilä (* 1970 in Harjavalta) ist ein ehemaliger finnischer Skispringer.
Heikkilä begann seine internationale Karriere mit dem Gewinn der Bronzemedaille im Teamspringen von der Normalschanze bei der Junioren-Weltmeisterschaft 1987 in Asiago. Am 29. Dezember 1989 gab er sein Debüt im Skisprung-Weltcup. Beim Auftaktspringen zur Vierschanzentournee 1989/90 in Oberstdorf erreichte er den 51. Platz. Am 12. Januar 1990 gelang ihm in Harrachov das einzige Mal in seiner Karriere der Gewinn von Weltcup-Punkten. Mit den durch den 14. Platz gewonnenen zwei Weltcup-Punkten beendete er die Saison 1989/90 auf dem 56. Platz in der Weltcup-Gesamtwertung. Ab Januar 1991 startete Heikkilä mangels Erfolgs nur noch bei Weltcup-Springen in Lahti, bevor er 1992 seine aktive Skisprungkarriere ganz beendete.